# 어스, 윈드 & 파이어
어스, 윈드 & 파이어(Earth, Wind & Fire, EW&F or EWF)는 재즈, R&B, 솔, 펑크, 디스코, 팝, 라틴, 아프로 팝의 장르를 아우르는 미국의 뮤지컬 그룹이다. 그들은 전 세계적으로 9천만 장 이상의 음반을 판매하면서 역대 가장 많이 팔린 밴드 중 하나이다.
1969년 시카고에서 모리스 화이트에 의해 결성되었다. 저명한 멤버로는 필립 베일리, 버딘 화이트, 랄프 존슨, 래리 던, 알 맥케이, 롤랜드 바우티스타, 로버트 브루킨스, 소니 에모리, 프레드 라벨, 로니 로널드 레이놀즈, 앤드루 울포크가 있다. 이 밴드는 칼림바 사운드, 역동적인 호른 섹션, 에너지 넘치고 정교한 무대 쇼, 베일리의 가성과 모리스의 바리톤 사이의 대비로 유명하다.

## 음반 목록
- Earth, Wind & Fire (1971)
- The Need of Love (1971)
- Last Days and Time (1972)
- Head to the Sky (1973)
- Open Our Eyes (1974)
- That's the Way of the World (1975)
- Spirit (1976)
- All 'n All (1977)
- I Am (1979)
- Faces (1980)
- Raise! (1981)
- Powerlight (1983)
- Electric Universe (1983)
- Touch the World (1987)
- Heritage (1990)
- Millennium (1993)
- In the Name of Love (1997)
- The Promise (2003)
- Illumination (2005)
- Now, Then & Forever (2013)
- Holiday (2014)
- The Classic Christmas Album (2015)

## 같이 보기
- 가장 많은 음반을 판 음악가 목록